# Семіаму
Семіаму (англ. Semiahmoo) — індіанська резервація в Канаді, у провінції Британська Колумбія, у межах регіонального округу Метро-Ванкувер.

## Населення
За даними перепису 2016 року, індіанська резервація нараховувала 120 осіб, показавши зростання на 11,1%, порівняно з 2011-м роком. Середня густина населення становила 90,3 осіб/км².
З офіційних мов обидвома одночасно володіли 5 жителів, тільки англійською — 115, а 5 — жодною з них. Усього 10 осіб вважали рідною мовою не одну з офіційних.
Працездатне населення становило 57,1% усього населення, рівень безробіття — 16,7%.

## Клімат
Середня річна температура становить 10,2°C, середня максимальна – 20,7°C, а середня мінімальна – -1,4°C. Середня річна кількість опадів – 1 348 мм.
| Клімат поселення                              | Клімат поселення | Клімат поселення | Клімат поселення | Клімат поселення | Клімат поселення | Клімат поселення | Клімат поселення | Клімат поселення | Клімат поселення | Клімат поселення | Клімат поселення | Клімат поселення | Клімат поселення |
| Показник                                      | Січ.             | Лют.             | Бер.             | Квіт.            | Трав.            | Черв.            | Лип.             | Серп.            | Вер.             | Жовт.            | Лист.            | Груд.            |                  |
| Середній максимум, °C                         | 7,83             | 9,56             | 11,50            | 13,98            | 17,12            | 19,79            | 20,29            | 20,71            | 17,91            | 13,22            | 9,29             | 6,81             |                  |
| Середня температура, °C                       | 3,19             | 4,91             | 6,86             | 9,33             | 12,48            | 15,16            | 17,34            | 17,75            | 14,96            | 10,26            | 6,34             | 3,84             |                  |
| Середній мінімум, °C                          | −1,45            | 0,27             | 2,22             | 4,69             | 7,86             | 10,52            | 14,38            | 14,79            | 12,00            | 7,32             | 3,39             | 0,89             |                  |
| Норма опадів, мм                              | 186              | 130              | 115              | 98               | 81               | 68               | 46               | 48               | 61               | 129              | 213              | 173              |                  |
| Середньомісячна швидкість вітру, м/с          | 3.26             | 3.14             | 3.25             | 3.05             | 2.94             | 2.95             | 2.85             | 2.62             | 2.36             | 2.61             | 3.24             | 3.33             |                  |
| Середньомісячна сонячна радіація, кДж/м²·день | 3214             | 6159             | 9972             | 15108            | 18765            | 20208            | 21400            | 18310            | 13132            | 7064             | 3598             | 2496             |                  |
| --------------------------------------------- | ---------------- | ---------------- | ---------------- | ---------------- | ---------------- | ---------------- | ---------------- | ---------------- | ---------------- | ---------------- | ---------------- | ---------------- | ---------------- |
| Джерело:                                      |                  |                  |                  |                  |                  |                  |                  |                  |                  |                  |                  |                  |                  |